# Megachile petulans
Megachile petulans är en biart som beskrevs av Cresson 1878. Megachile petulans ingår i släktet tapetserarbin, och familjen buksamlarbin. Inga underarter finns listade i Catalogue of Life.